# Město New York versus Homer Simpson
Město New York versus Homer Simpson (v anglickém originále The City of New York vs. Homer Simpson) je 1. díl 9. řady (celkem 179.) amerického animovaného seriálu Simpsonovi. Scénář napsal Ian Maxtone-Graham a díl režíroval Jim Reardon. V USA měl premiéru dne 21. září 1997 na stanici Fox Broadcasting Company a v Česku byl poprvé vysílán 26. října 1999 na stanici ČT1.

## Děj
V této epizodě cestují Simpsonovi do New Yorku pro své auto, které pod Světovým obchodním centrem zaparkoval Barney a následně jej opustil, takže na kolo od auta byla nasazena botička a je nutno zaplatit pokutu za špatné parkování. Po příjezdu do New Yorku se rodina vydá na prohlídku města a Homer se pokusí vyřídit záležitost se svým autem. Bohužel pro něj přijde policista odmontovat botičku právě ve chvíli, kdy je Homer na toaletě v jedné z věží, a tudíž hned odejde. Frustrovaný Homer se rozhodne odjet i s botičkou nasazenou na kole, vyzvedne svou rodinu v Central Parku a vydá se zpět do Springfieldu.
V hospodě U Vočka je Barney vylosován jako střízlivý řidič a musí odvézt své opilé kamarády domů. Barney je postupně rozveze a Homer mu dovolí dopravit se jeho autem domů a očekává, že ho Barney ráno vrátí. Barney ovšem i s autem zmizí. O dva měsíce později se Barney vrátí neschopen si vzpomenout, kde auto nechal. Homerovi přijde dopis z New Yorku, ve kterém se píše, že jeho auto je zaparkované pod Světovým obchodním centrem. Rodina chce jet do New Yorku, ale Homer je proti, protože v New Yorku byl již jako náctiletý a z výletu měl hrozné zážitky. Přesvědčí jej až Bart, který slíbí, že mu zaplatí jízdenku ze svého.
Po příjezdu na Manhattan se Homer vydá pro své auto a zbytek rodiny se rozhodne pro prohlídku města. Po nalezení auta Homer zjistí, že je na jeho kole nasazena botička a bylo mu uděleno několik pokut za špatné parkování. Zatímco čeká na policistu, který by měl botičku odstranit, dostane hlad a přes ulici je pizzerie. Pouličního prodavače se zeptá, zda mu pro ni dojde, ten ale odmítne a prodá mu svůj „Khlav Kalash“. Homer poté dostane žízeň, aby spláchnul tu odpornou chuť kalaše, a od prodavače koupí několik krabích džusů. Poté, co všechny vypije, se mu začne chtít močit. Homer své auto opustí a vydá se na toaletu. Shodou okolností policista dorazí právě ve chvíli, kdy je Homer na toaletě v nejvyšším patře budovy. Když policista zjistí, že u auta nikdo není, ihned odejde. Zbytek rodiny si mezitím prohlíží New York, konkrétně Sochu svobody, Malou Itálii a Čínskou čtvrť. Bart se odpojí a vydá se do redakce časopisu Mad Magazine, kde se setká s Alfredem E. Neumanem. Rodina navštíví muzikál na Broadwayi o klinice Betty Ford a poté si objedná projížďku po Central Parku na kočáře. V Central Parku se má rodina sejít s Homerem.
Když se Homer vrátí zpět ke svému autu, rozhodne se odjet i s nasazenou botičkou, aby našel svou rodinu dříve, než bude noc. Jízdou s nasazenou botičkou si značně poškodí své auto. Zastaví se poblíž stavby, ukradne pneumatické kladivo, kterým sice odstraní botičku, ovšem své auto poškodí ještě více. Rychle se vydá do Central Parku, během cesty naruší piknik a basketbalový zápas a poté se shledá se svou rodinou. Při cestě domů Homer prohlásí, že jeho názor na New York se nijak nezměnil, ale ostatní členové rodiny tvrdí, že si výlet velice užili. Když jedou domů, auto má od pneumatického kladiva rozbitá okna a jedou za popelářským autem, ze kterého padají odpadky Homerovi přímo do obličeje.

## Výroba
Scenárista Ian Maxtone-Graham, bývalý obyvatel New Yorku, přišel s nápadem, že by se rodina mohla vydat do New Yorku po své ztracené auto, což byl podle něj „klasický manhattanský problém“. Bill Oakley, který navštívil Světové obchodní centrum v roce 1973, kdy byl komplex dostavěn, navrhl, že by auto mohlo být zaparkováno na náměstí pod budovami. Josh Weinstein dodal: „Když jsme zjistili, že mezi budovami bylo náměstí, bylo jasné, že je to skvělé místo pro Homerovo auto.“
Animátoři dostali za úkol vytvořit repliku města. David Silverman se vydal na Manhattan, kde pořídil stovky fotografií v oblasti kolem dvojčat. Po návratu strávil Lance Wilder a jeho tým animátorů značnou dobu tvorbou scén a pozadí, které obsahovaly takové detaily jako nápisy a další stovky drobností, které měly realisticky dokreslovat město. Oakley a Weinstein byli s výsledkem spokojeni a oba souhlasili s tvrzením, že ulice, budovy a dokonce i výtahy odpovídaly skutečnosti. V poslední scéně, kde odjíždí rodina z města přes George Washington Bridge, se kamera postupně vzdaluje, otáčí se k mostu bokem, aby bylo vidět panorama New Yorku, a tudíž se podobá scénám natáčeným z vrtulníku. Při natáčení této scény byla použita počítačová animace, která nebyla v roce 1997 příliš běžná, a byla tudíž nesmírně drahá a generování výsledné scény trvalo dlouhou dobu. Režisér Jim Reardon chtěl napodobit filmy, které končí podobným způsobem, a prohlásil: „Vzpomínám si, že v každém filmu odehrávajícím se v New Yorku se kamera začne vzdalovat, pokud opouštíte město přes most.“ Krátce před premiérou se štáb ujišťoval, že FOX do závěrečných titulků, které běží během této scény, nebude vkládat reklamu.
Ken Keeler, autor písně „You're Checkin' In“, ji napsal během dvou hodin. Po konzultaci se členy štábu byly v textu provedeny jen malé korekce. Bill Oakley byl nespokojen s částí, kde se zpívá, „hej, to je můj životabudíček“. Podle něj zde mohla být použita lepší věta.

## Kulturní odkazy
Při Duffmanově vystoupení je použita píseň „Oh Yeah“ od kapely Yello, která byla zpopularizována poslední scénou filmu Ferris Bueller's Day Off. Ray's Pizza navštívená Homerem je parodií na nezávisle vlastněné pizzerie, které mají ve svém názvu jméno „Ray“. Když při cestě do New Yorku autobus míjí skupinu chasidských židů, Bart si je splete se ZZ Top. Při návštěvě časopisu Mad potká Bart Alfreda E. Neumana, kreslíře Davea Berga a postavu z komiksu Spy vs. Spy. Muzikálový herec zpívající píseň „You're Checkin' In“ byl inspirován Robertem Downeyem mladším, který v době natáčení epizody trpěl závislostí na kokainu stejně jako postava v muzikálu. Scéna, kde Homer závodí v Central Parku s kočárem, je založena na podobné scéně z filmu Ben-Hur. V poslední scéně, kde rodina odjíždí z města přes George Washington Bridge, hraje píseň „Theme from New York, New York.“
Několik kulturních odkazů obsahuje Homerova vzpomínka na dřívější cestu do New Yorku. Během scény hraje ragtime „The Entertainer“ známé především díky filmu Podraz. Scenárista Ian Maxtone-Graham navrhl režiséru Jimu Reardonovi použití této melodie. Později Maxtone-Graham vyjádřil, že „se ukázalo, že hudba a gagy se skvěle doplňují.“ Na začátku scény prochází Homer kolem pornografických kin, které hrají filmy „The Godfather's Parts, II“, „Jeremiah's Johnson“ a „Five Sleazy Pieces“, což jsou přesmyčky filmů Kmotr II, Jeremiah Johnson a Malé životní etudy. Ve scéně se objevuje Woody Allen, jak vyhazuje odpadky z okna, které shodou okolností dopadnou přímo na Homera. Na konci scény Homer v originálním dabingu říká: „… a tam se do mě pustili C.H.U.D's“. Jde o odkaz na film C.H.U.D., což je zkratka pro „kanibalistické humanoidní obyvatele podzemí“ (Cannibalistic Humanoid Underground Dwellers). V českém dabingu ovšem Homer říká „… a tam se do mě pustili bezdomovci“.

## Hodnocení epizody
Epizoda byla hodnocena veskrze pozitivně. Píseň „You're Checkin' In“ získala v roce 1998 Primetime Emmy Award za „výjimečný individuální výkon v hudbě a textech“ a cenu Annie za „výjimečnou hudbu v animovaném pořadu.“ Entertainment Weekly označil epizodu jako třináctou na seznamu pětadvaceti nejlepších epizod a AskMen.com ji zařadil na sedmé místo v seznamu deseti nejlepších epizod. IGN označila epizodu jako nejlepší v deváté sezóně. Po vydání deváté sezóny na DVD byla tato epizoda mnohými médií zmíněna jako příklad vysoké úrovně celé sezóny.
Ian Jones a Steve Williams, autoři webové stránky Off the Telly napsali, že se „epizoda vzdala snahy o zápletku a šlo tudíž jen o samostatné, nijak na sebe nenavazující gagy.“ Pro ně šlo o nejhorší první epizodu všech sérií. V dalším článku v Off the Telly napsali, že epizoda „nebyla z důvodu vkusu nikdy odvysílána na pozemně vysílajících stanicích ve Spojeném království.“ Šlo o narážku na BBC Two, která začala vysílat devátou sérii v říjnu 2001. Epizoda byla ve Spojeném království později odvysílána na Channel 4.
Kvůli centrální úloze Světového obchodního centra byla epizoda po útocích z 11. září vyřazena v mnoha zemích z vysílání. Postupně je ovšem do vysílání opět zařazována, ale některé části jsou i přesto cenzurovány. Mezi tyto scény patří hádka mezi dvěma muži v obou věžích. Producent Bill Oakley prohlásil, že některé výrazy v této hádce byly politováníhodné. Česká televize tuto scénu odvysílala v nezměněné podobě.